# Valentin Reynoso Hidalgo
Valentin Reynoso Hidalgo MSC (ur. 16 grudnia 1942 w Nagua) – dominikański duchowny rzymskokatolicki, w latach 2007-2018 biskup pomocniczy Santiago de los Caballeros.

## Życiorys
Święcenia kapłańskie przyjął 8 listopada 1975 w zgromadzeniu Misjonarzy Najświętszego Serca Jezusowego. Był m.in. dyrektorem zakonnego centrum duszpasterstwa powołań, mistrzem nowicjatu, przełożonym kilku rejonów zakonnych, a także wikariuszem i ekonomem prowincjalnym.
22 października 2007 został prekonizowany biskupem pomocniczym archidiecezji Santiago de los Caballeros oraz biskupem pomocniczym Mades. Sakry biskupiej udzielił mu 8 grudnia 2007 abp Ramón Benito de La Rosa y Carpio.
2 lutego 2018 przeszedł na emeryturę.